# Biała błyskawica
Biała błyskawica (org. White Lightning) – amerykański film akcji z 1973 roku w reż. Joseph Sargent.  

## Fabuła
Odsiadujący wyrok Bobby „Gator” McKlusky dowiaduje się, że jego brat został zamordowany przez szeryfa ich rodzinnego miasta. Pałając rządzą zemsty Bobby dokonuje nieudanej próby ucieczki. Schwytany i zagrożony dodatkowym wyrokiem, przystaje na propozycję współpracy z rządową agencją. Oferta ta oparta jest na zwolnieniu warunkowym i znalezieniu dowodów przeciwko szeryfowi, który znany jest agencji jako boss gangu lokalnych bimbrowników. Obdarzony talentem rajdowego kierowcy Bobby, wyposażony w podrasowanego Forda, dzięki pomocy kilku miejscowych mieszkańców, wymierza szeryfowi i jego rzezimieszkom sprawiedliwość na własną rękę.   

## Obsada
- Burt Reynolds – Bobby "Gator" McKlusky
- Jennifer Billingsley – Lou
- Ned Beatty – szeryf J. C. Connors
- Bo Hopkins – Roy "Rebel Roy" Boone
- Matt Clark – "Dude" Watson
- Louise Latham – Martha Culpepper
- Diane Ladd – Maggie
- R.G. Armstrong – "Wielki Niedźwiedź"
- Conlan Carter – Deputy
- Dabbs Greer – Pa McKlusky
- Laura Dern – Sharon Anne

i inni.

## Odbiór
Film spotkał się z kiepskim przyjęciem krytyków. Roger Greenspun z The New York Times nazwał go "okropnym filmem [...] z niekończącymi się pościgami samochodowymi, które są miażdżącą nudą”. Większość krytyków jednak pozytywnie wyrażała się o Reynoldsie, którego (jak napisał Charles Champlin z Los Angeles Times) na ekranie "ogląda się z przyjemnością". Obecnie (2023) film bywa uznawany jest za zapomniany klasyk kina akcji. W rankingu popularnego, filmowego serwisu internetowego Rotten Tomatoes obraz posiada wysoką, 75-procentową, pozytywną ocenę "czerwonych pomidorów".